# Kalush (Band)
Kalush ist eine ukrainische Band, die 2019 gegründet wurde. Als Kalush Orchestra vertrat die Band die Ukraine mit ihrem Lied Stefania beim 66. Eurovision Song Contest 2022 und gewann den Musikwettbewerb.

## Geschichte
Kalush wurde 2019 gegründet und nach der Heimatstadt des Gründers, Oleh Psjuk (* 16. Mai 1994), Kalusch benannt. Ihr erstes Musikvideo zum Lied Не маринуй wurde am 17. Oktober 2019 veröffentlicht. Nach der Veröffentlichung ihres zweiten Musikvideos im November 2019 unterzeichnete die Band einen Vertrag mit dem US-amerikanischen Hip-Hop-Label Def Jam Recordings. 2021 veröffentlichte die Band gleich zwei Alben, HOTIN und ЙO-ЙO.
Ebenfalls im Jahr 2021 kündigte Kalush die Gründung eines Parallelprojekts, Kalush Orchestra, an. Anders als die Hauptband konzentriert sich Kalush Orchestra auf Rap mit Folk-Motiven und ukrainischer traditioneller Musik. Die Kernmitglieder von Kalush wurden durch die Multiinstrumentalisten Tymofij Musytschuk und Witalij Duschyk ergänzt.
Im Februar 2022 nahm das Kalush Orchestra mit seinem Lied Stefania am ukrainischen Vorentscheid für den Eurovision Song Contest 2022, dem Widbir 2022, teil. Im Finale belegten sie mit 14 Punkten den zweiten Platz hinter Alina Pash, die ursprünglich die Ukraine beim Eurovision Song Contest vertreten sollte. Nachdem diese aufgrund einer Kontroverse über eine Reise auf die Krim zurückgetreten war, wurde Kalush angeboten, nunmehr die Ukraine beim Eurovision Song Contest zu vertreten. Die Band qualifizierte sich für das am 14. Mai 2022 stattfindende ESC-Finale. Dort siegte sie mit Hilfe der meisten Publikumsstimmen vor den Beiträgen aus dem Vereinigten Königreich und Spanien mit der höchsten Punktzahl, die je bei einem Eurovision Song Contest durch Zuschauervotum vergeben wurde.
Im März 2023 veröffentlichten sie als Kalush Orchestra das Lied Changes.

## Diskografie
Alben
- 2021: HOTIN
- 2021: ЙО-ЙО (feat. Skofka)

Gastbeiträge
- 2021: Стержень (Alyona Alyona feat. Dyktor, Kalush & Otoy)

## Auszeichnungen für Musikverkäufe
| Platin-Schallplatte - Polen - 2024: für die Single Stefania |

| Land/RegionAuszeichnungen für Musikverkäufe (Land/Region, Auszeichnungen, Verkäufe, Quellen) | Gold | Platin  | Verkäufe | Quellen |
| -------------------------------------------------------------------------------------------- | ---- | ------- | -------- | ------- |
| Polen (ZPAV)                                                                                 | —    | Platin1 | 50.000   | olis.pl |
| Insgesamt                                                                                    | —    | Platin1 |          |         |